# Kotwa
Kotwa è una suddivisione dell'India, classificata come census town, di 12.411 abitanti, situata nel distretto di Varanasi, nello stato federato dell'Uttar Pradesh. In base al numero di abitanti la città rientra nella classe IV (da 10.000 a 19.999 persone).

## Geografia fisica
La città è situata a 25° 1' 0 N e 81° 19' 0 E e ha un'altitudine di 144 m s.l.m..

## Società

### Evoluzione demografica
Al censimento del 2001 la popolazione di Kotwa assommava a 12.411 persone, delle quali 6.620 maschi e 5.791 femmine. I bambini di età inferiore o uguale ai sei anni assommavano a 2.805, dei quali 1.428 maschi e 1.377 femmine. Infine, coloro che erano in grado di saper almeno leggere e scrivere erano 4.820, dei quali 3.095 maschi e 1.725 femmine.